# Peter Sagan
Peter Sagan (Žilina, 26 de enero de 1990) es un ciclista de ruta eslovaco, profesional desde 2009 hasta junio de 2024. Durante su carrera corrió en los equipos Dukla Trencin-Merida, Liquigas/Cannondale, Tinkoff y Bora-Hansgrohe. Su hermano mayor, Juraj Sagan, también es ciclista profesional en el mismo equipo.
Considerado como uno de los mayores talentos del ciclismo y uno de los mejores ciclistas de todos los tiempos, Sagan destaca como clasicómano, velocista (especialista en ambos) y como rodador; además, posee una gran destreza sobre el pavé y en los descensos de los puertos. Es un corredor polivalente y con gran regularidad (ganador en 7 ocasiones del maillot verde en el Tour de Francia), capaz de disputar etapas en todo tipo de terrenos salvo en la alta montaña, debido a su incremento de masa muscular desde que se inició como profesional.
En su palmarés, Sagan tiene un total de 121 victorias como profesional; además, es ganador del UCI WorldTour 2016 y el UCI World Ranking 2016. Entre sus victorias más importantes se encuentran 18 victorias en Grandes Vueltas (12 etapas en el Tour de Francia, 4 etapas en la Vuelta a España y 2 etapas en el Giro de Italia), el Tour de Polonia 2011, la Gante-Wevelgem 2013, 2016 y 2018, el Gran Premio de Montreal 2013, la E3 Harelbeke 2014, el Gran Premio de Quebec 2016 y 2017, el Tour de Flandes 2016, la Kuurne-Bruselas-Kuurne 2017, la París-Roubaix 2018, el Campeonato Europeo en Ruta 2016 y el Campeonato del Mundo en Ruta 2015, 2016 y 2017. Con los tres maillot arcoíris consecutivos, el eslovaco es el primer ciclista en la historia en lograr tal hito; además, comparte la plusmarca absoluta con Alfredo Binda, Eddy Merckx, Rik Van Steenbergen y Óscar Freire. También es el primero que se proclama Campeón de Europa y del Mundo el mismo año.
En 2016 fue galardonado con la Bicicleta de Oro como el mejor ciclista del año; además, obtuvo el segundo puesto en 2015 y el tercer puesto en 2013 y 2017.

## Biografía

### Inicios en el ciclismo
Nacido en Žilina y criado en el barrio de Borik, Sagan es el hijo más joven de Ľubomír Sagan y Helena. Tiene dos hermanos, Juraj (ciclista profesional) y Milan, y una hermana, Danka. Fue criado por su hermana, casi una década mayor que él, ya que sus padres se pasaban la mayor parte del día cuidando de una pequeña tienda de comestibles de la que eran propietarios en su ciudad natal.
Su carrera deportiva comenzó en el club de fútbol de su ciudad, Žilina, pero acabó dejándolo al poco tiempo. A la edad de 9 años, un año después que su hermano, Sagan se unió a Cyklistický spolok Žilina (club ciclista) y comenzó a entrenar bajo la dirección de Milán Novosad y Petra Zanicky.

### Categorías inferiores

#### De alevín a júnior
Durante su juventud compitió en las modalidades de ciclismo en ruta, mountain bike cross-country (MTB XC) y ciclocrós. En estas dos últimas modalidades llegarían sus mayores éxitos durante su juventud.
En 2003, con 13 años, se convierte en campeón de Eslovaquia de MTB XC en la categoría infantil, hecho que repite al año siguiente.
Como cadete, entre otras victorias, consigue ganar la Regionem Orlicka 2006, una carrera por etapas para jóvenes que se celebra cada verano en la región de Orlicka (República Checa) y que atrae a los mejores ciclistas checos y extranjeros de los países vecinos. Sagan, siendo unos años más joven que los mayores favoritos, ganó la 3.ª etapa, el maillot azul de mejor cadete y la general por un margen de 14 segundos.
Sagan seguía con su progresión en las categorías inferiores y en su primer año como júnior obtiene unos notables resultados quedando en todos los Campeonatos Mundiales y Europeos en los que compite en el Top 10 (7.º en el Campeonato de Europa Júnior de Ciclocrós 2006, 10.º en el Campeonato del Mundo Júnior de Ciclocrós Júnior 2007, 4.º en el Campeonato Mundial de Ruta Júnior 2007 y 8.º en el Campeonato del Mundo de MTB XC Júnior 2007); además logra llevarse la medalla de bronce en el Campeonato de Europa Júnior de MTB XC 2007.
Durante el Campeonato Mundial en Ruta Júnior el ojeador y preparador italiano Gian Enrico Zanardo quedó prendado del poderío de Sagan y no dudó en hablar con Roberto Amadio, Stefano Zanatta y Paolo Slongo, los tres dirigentes del Liquigas
En su segundo y último año como júnior, llegarían sus mayores éxitos. En ciclocrós, consigue quedar 3.º y 2.º en el Campeonato de Europa Júnior 2007 y del Mundo Júnior 2008, respectivamente. En el Campeonato del Mundo, Sagan fue superado por el francés Arnaud Jouffroy en el sprint final después de ir liderando la carrera conjuntamente. Cuatro meses después, Peter Sagan se vengaría del francés (quedó 2.º) ganando el Campeonato del Mundo Júnior de MTB XC 2008 aventajándole en 1:33 minutos; además, este mismo año también ganaría el Campeonato Europeo Júnior de MTB XC 2008. 

Jouffrey admitió después de la carrera:
«Traté de permanecer con Peter, pero no pude.»

En la disciplina de ciclismo en ruta, vestido con el maillot del Marchiol (equipo sub-23 bajo la supervisión del Liquigas), logra ganar una etapa del Trofeo Karlsburg, la Vuelta a Istra 2008 y un 2.º puesto en la París-Roubaix Júnior 2008. Compitió también en el Campeonato Europeo y Mundial de Ciclismo en Ruta Júnior 2008, teniendo menor fortuna que en MTB XC y ciclocrós y solo pudiendo optar al 8.º y 18.º puesto.
Durante este mismo año le llegó la oportunidad de probarse con el Quick-Step, uno de los equipos más potentes del profesionalismo.

«Solo fue un día. Un avión hasta Bruselas y una prueba. Me subieron a una bicicleta y midieron mis valores con un ordenador. A la mañana siguiente ya estaba en casa, pero me llamaron y me dijeron que iban a seguirme con atención, que sería mejor que estuviera unos años en sub-23.»
Peter Sagan

Ante la imposibilidad de poder firmar un contrato con la élite del profesionalismo, Sagan estuvo a punto de abandonar del todo la bicicleta de carretera. Devastado, decidió dedicarse solo a MTB gracias al contrato que le ofreció Cannondale Factory Racing para la temporada 2009.

### Ciclismo profesional

#### Debut

##### 2009: primeras victorias en el ciclismo profesional (2.ª categoría)
Durante la temporada 2009 se dejó seducir por el equipo eslovaco Dukla Trencin-Merida, de categoría Continental (última categoría del profesionalismo), y alternó ciclismo en ruta con ciclismo de montaña.
Debutó como profesional (ruta) el 1 de marzo. En su primer año como ciclista profesional gana el Gran Premio Kooperativa y 2 etapas del Mazovia Tour; además, consigue doce podios y queda veintiún veces en el "top ten" en treinta días de competición.
Fue apodado "Terminator" por sus compañeros debido a la exigencia a la que sometía a las bicis.
A finales de año Sagan y Paolo Slongo, director deportivo del Liquigas, se citaron en Bratislava, capital de Eslovaquia. A través de una traductora firmaron un contrato por el cual el eslovaco pasaría a formar parte de la élite del ciclismo profesional. También fijaron su debut en el mismo, el Tour Down Under.

##### 2010: primer año con Líquigas y primeras victorias en UCI WorldTour
Enrolado en las filas del equipo italiano, Sagan hizo su debut en la máxima categoría del ciclismo profesional (UCI ProTour, actual UCI WorldTour) a finales de enero, en el Tour Down Under, con tan solo 19 años. A pesar de sufrir una dura caída en los kilómetros finales de la segunda etapa, por el cual recibió 18 puntos de sutura y su nuevo apodo: "Rambo", quedó en 28.ª posición a 1:38 minutos del líder André Greipel, realizando buenas actuaciones como el 4.º puesto en la tercera etapa y el 5.º puesto en la etapa reina.
En marzo, Sagan fue seleccionado para correr la París-Niza por la baja de última hora de Bodnar. Allí, se presentó en sociedad. Consiguió su primera victoria en la élite del ciclismo en la tercera etapa (8 de marzo), venciendo al sprint a corredores más experimentados como Joaquim Rodríguez, Jens Voigt, Nicolas Roche, Tony Martin y Alberto Contador que, juntos, habían atacado en la Côte de la Martinie, a 1 km de meta. Repitió triunfo en la quinta etapa con un ataque en solitario a dos kilómetros del final. Además de sus dos victorias, consiguió su primer maillot de la regularidad en carreras de máximo nivel. Sus grandes actuaciones en la París-Niza hicieron que la prensa internacional comenzara a hablar del joven Sagan.
Sus siguientes éxitos llegaron en el Tour de Romandía donde, tras quedar 2.º en el prólogo de 4,3 kilómetros (ITT),  ganó la segunda etapa y se vistió por primera vez líder de una vuelta UCI WorldTour.
En mayo, Peter Sagan, junto con su equipo Liquigas-Doimo, se trasladan a los Estados Unidos para competir en las dos carreras más prestigiosas del continente americano, el Tour de California, donde conseguiría dos victorias (quinta y sexta etapa),  el maillot de la regularidad y el maillot de mejor joven, y la clásica Philadelphia International Championship, donde quedaría en 2.º lugar.
Para finalizar la temporada, participaría en el Tour de Suiza, el Tour de Polonia (abandonando en las dos carreras) y en una serie de clásicas, donde sus mejores resultados fueron dos segundos puestos en el Giro del Veneto y en Gran Premio de Montreal.

##### 2011: debut en grandes vueltas
La temporada 2011 la comenzó en Italia donde logró ganar el Giro de Cerdeña y, además, imponerse en tres de las cinco etapas que la componen y en la clasificación de la regularidad. Cinco días más tarde, se subió al último escalón del podio en la Classica Sarda.
Después de la París-Niza, donde no consiguió ninguna victoria, disputó algunas de las más importantes clásicas de primavera, sin buenos resultados.
Tras un mes sin competir, Sagan se desplazó nuevamente a los EE. UU. para competir en el Tour de California, donde ganó la quinta etapa al sprint y revalidó el maillot de la regularidad, y el TD Bank International Cycling Championship que, al igual que el año anterior, quedó 2.º.
De vuelta a Europa, su primer destino fue la Vuelta de Suiza.  Ganó la tercera etapa al después de realizar un gran descenso técnico en Grosse Scheidegg  (segundo y último puerto de la etapa, a 11 km de meta – HC), recuperando a Cunego, líder de la etapa, 16 segundos en el mismo. Logró cazarlo a 2,5 kilómetros de meta y posteriormente lo batió al sprint. Volvió a subirse a lo más alto del podio en la octava etapa. Acabaría el Tour de Suiza consiguiendo su tercer maillot de la regularidad de la temporada y consolidándose, pese a su edad, como un ganador de regularidades en cualquier carrera que corre.

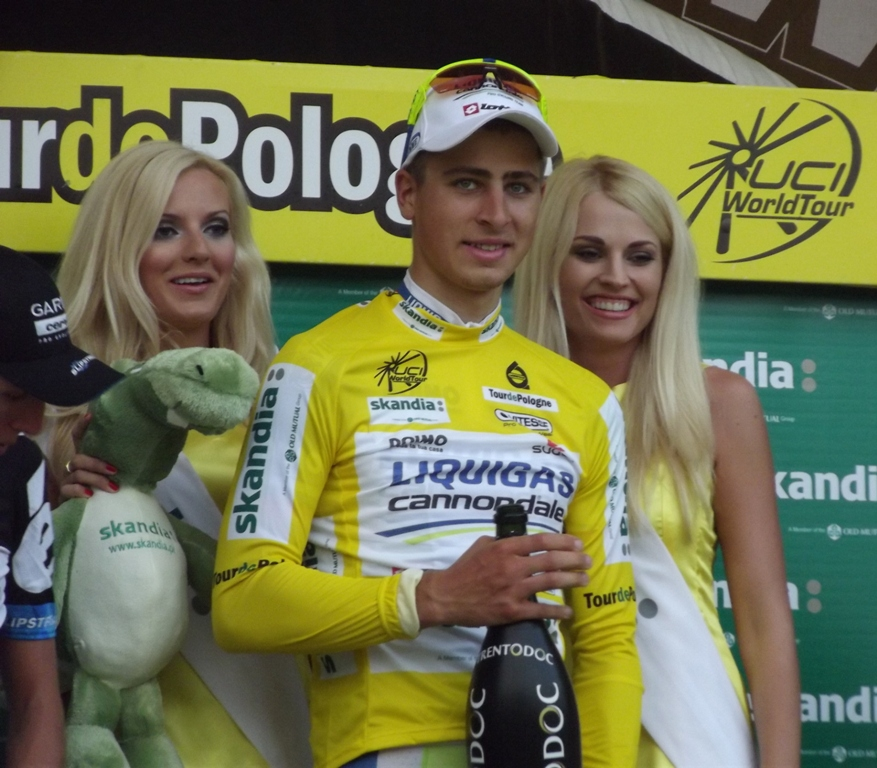
Peter Sagan campeón del Tour de Polonia 2011

Tras ganar el Campeonato de Eslovaquia en Ruta, fue al Tour de Polonia para preparar la Vuelta a España. Se vistió de líder en la cuarta etapa después de una contundente victoria con una impresionante aceleración en la subida adoquinada con final en Cieszyn. Repitió triunfo en la quinta etapa venciendo al sprint a Michael Matthews y Heinrich Haussler. Un día después perdió el liderato ante Daniel Martin, ganador de la sexta etapa que, a falta de un día de competición, se colocó líder aventajándolo en 3 segundos. En la última etapa quedó 1.º en la meta volante obteniendo 3 segundos de bonificación (Heinrich Haussler, compañero de Dan Martin y 1.º en la meta volante, fue relegado de su bonificación en esta por sus acciones ante Sagan) y segundo en el sprint final. Sagan entró en meta con los brazos en alto celebrando su primera victoria en una vuelta por etapas UCI WorldTour.
En la Vuelta a España, a pesar de ir como gregario, fue uno de los corredores más destacados consiguiendo tres victorias de etapa,  (participante con más victorias de la edición) y dejando varias exhibiciones. Su primera victoria en la Vuelta España llegó en la sexta etapa, en Córdoba. Una exhibición por parte del equipo Liquigas que comenzó a gestarse a escasos metros de coronar el Alto del 14% , el único puerto de la etapa, de 2.ª categoría, a 20 kilómetros de meta. Cuatro miembros de la escuadra italiana (Sagan, Capecchi, Agnoli y Nibali) se posicionaron en cabeza del pelotón y sin pensarlo, se lanzaron en un descenso “suicida” liderado por el eslovaco. Neutralizaron y sobrepasaron al cuarteto de escapado que contaban con una ventaja de doce segundos. Terminado el descenso, el Liquigas junto Pablo Lastras (único corredor capaz de seguir el ritmo en el descenso), que negó el relevo al verse en inferioridad, llegaron a meta sacando 17 segundos a sus perseguidores. Sagan ganó al sprint su primera etapa en una gran vuelta. Su segunda victoria llegó en la undécima etapa tras ganar con facilidad a John Degenkolb y Bennati al sprint. Para terminar su sobresaliente debut en la ronda española, ganaría al sprint la última etapa de la misma, con final en Madrid.
La última victoria de la temporada la consiguió en suelo italiano, en la clásica G.P. Industria y Comercio di Prato, de categoría 1.1. Participaría también en el Mundial de Ciclismo obteniendo la 12.ª posición y el Tour de Pekín donde, sin obtener ninguna victoria, daría por concluida su temporada.
Con 15 triunfos se convierte en una de las estrellas del pelotón internacional siendo el tercero en el ranking de victorias, solo superado por el belga Philippe Gilbert (18) y el alemán Marcel Kittel (17).

##### 2012: debut en el tour, 3 etapas y maillot verde
En 2012 vuelve a mostrar una notable mejoría. Comienza la temporada en febrero, en el Tour de Catar- Consigue como mejor posición un 3.er puesto en la primera y quinta etapa. Su primera victoria llegó cinco días después de terminar el Tour de Catar, en la segunda etapa de Tour de Omán donde, además, consiguió llevarse el maillot de la regularidad.
El próximo destino de Sagan fue Italia. Tras quedar en la 26.ª posición en la Strade Bianche, consigue ganar, en un sprint reducido, la cuarta etapa de la Tirreno-Adriático, de 252 kilómetros y con un kilómetro final durísimo. En las clásicas de primavera se consolida como uno de los grandes clasicómanos del momento, siendo 4.º en Milán-San Remo, 2.º en la Gante-Wevelgem, 5.º en el Tour de Flandes y 3.º en la Amstel Gold Race.
Comienza la segunda parte de la temporada en California. Tiene una actuación arrolladora, venciendo en cinco etapas (primera, segunda, tercera, cuarta y octava) de las ocho posibles y no volviendo a repetir en el Big Bear Lake como en 2010, porque llegó un escapado y "solo" pudo ser segundo. En su siguiente destino, la Vuelta a Suiza, derrotó a Fabian Cancellara en el prólogo, invicto en ese recorrido los cuatro últimos años, lo que supuso la primera victoria contra el crono del corredor eslovaco. Finalmente se llevaría 3 etapas más y la regularidad. Varios días después revalidó el título de campeón de ruta de su país.
Días previos al inicio del Tour, Sagan y Paolo Zani, patrón del Liquigas hicieron una apuesta. Si conseguía el maillot de la regularidad y triunfar en dos etapas, el eslovaco pasaba a ser propietario del Porche del patrón del equipo. En su debut en el Tour de Francia tardaría poco en llevarse su primera etapa, vence en la primera etapa en línea a Cancellara, que atacó en el último repecho, adoquinado (su hábitat), camino de Seraing. Durante la primera semana de competición consiguió otras dos etapas (cuarta y séptima); además, lució el maillot verde desde la segunda etapa hasta los Campos Elíseos. Finalizó la ronda francesa con cinco podios más y el premio de la combatividad en la etapa catorce. Tras el Tour, Peter se fue a Žilina a desconectar.
En septiembre, tras un discreto 14.º puesto en los mundiales de Valkenburg, se fue de vacaciones.

##### 2013: gran primavera de clásicas y segundo maillot verde
En 2013 continúa en progresión y tras comenzar la temporada en el Tour de San Luis, donde su mejor resultado fue un 2.º puesto en la séptima y última etapa, obtiene dos victorias arrolladoras en el Tour de Omán. En tierras italianas, en el Gran Premio Ciudad de Camaiore, consigue la que era hasta la fecha su segunda clásica. Varios días después quedó 2.º en la Strade Bianche, por detrás de su compañero de equipo Moreno Moser, tras una gran estrategia por parte del equipo Cannondale. En la Tirreno-Adriático queda patente su mejoría, siendo capaz de juntar en una misma carrera una victoria ante los mejores esprínteres del mundo y el triunfo en la dantesca etapa de San Elpidio frente a la élite de vueltómanos. Días después termina en la Milán-San Remo por detrás de Gerald Ciolek.
Finalmente consigue un ansiado triunfo en una clásica, en la Gante-Wevelgem. Pocos días después se tuvo que conformar con el segundo lugar en el Tour de Flandes, lejos del ganador Fabian Cancellara. Ya en abril ganó la Flecha Brabanzona y en mayo 2 etapas del Tour de California. Previo al Tour de Francia, ganó 2 etapas de la Vuelta a Suiza (donde además se quedó con la clasificación por puntos) y se coronó campeón eslovaco en ruta. Llegaría como la carta principal del equipo Cannondale para el Tour de Francia, y en efecto ganaría la 7.ª etapa con llegada a Albi. Después se quedaría con la clasificación de los puntos superando a Mark Cavendish por casi 100 puntos de ventaja.
En agosto participó del USA Pro Cycling Challenge 2013, donde queda 1.º en la clasificación de los puntos además de ganar 4 etapas: la 1.ª, la 3.ª, la 6.ª y la 7.ª. Después participaría en el Tour de Alberta 2013, ganando de nuevo la clasificación de puntos, 7.º en la clasificación de jóvenes y 27.º en la general, además de ganar el prólogo y la 1.ª y 5.ªetapa. Tras esto participaría en las dos pruebas del UCI WorldTour que se disputan en Canadá, el Gran Premio de Quebec 2013 donde quedaría 10.º y en el Gran Premio de Montreal 2013 donde obtendría la victoria. Y finalmente para acabar la temporada ciclista 2013, Sagan correría el Giro de Lombardía 2013 donde no finalizó.

##### 2014: tercer maillot verde

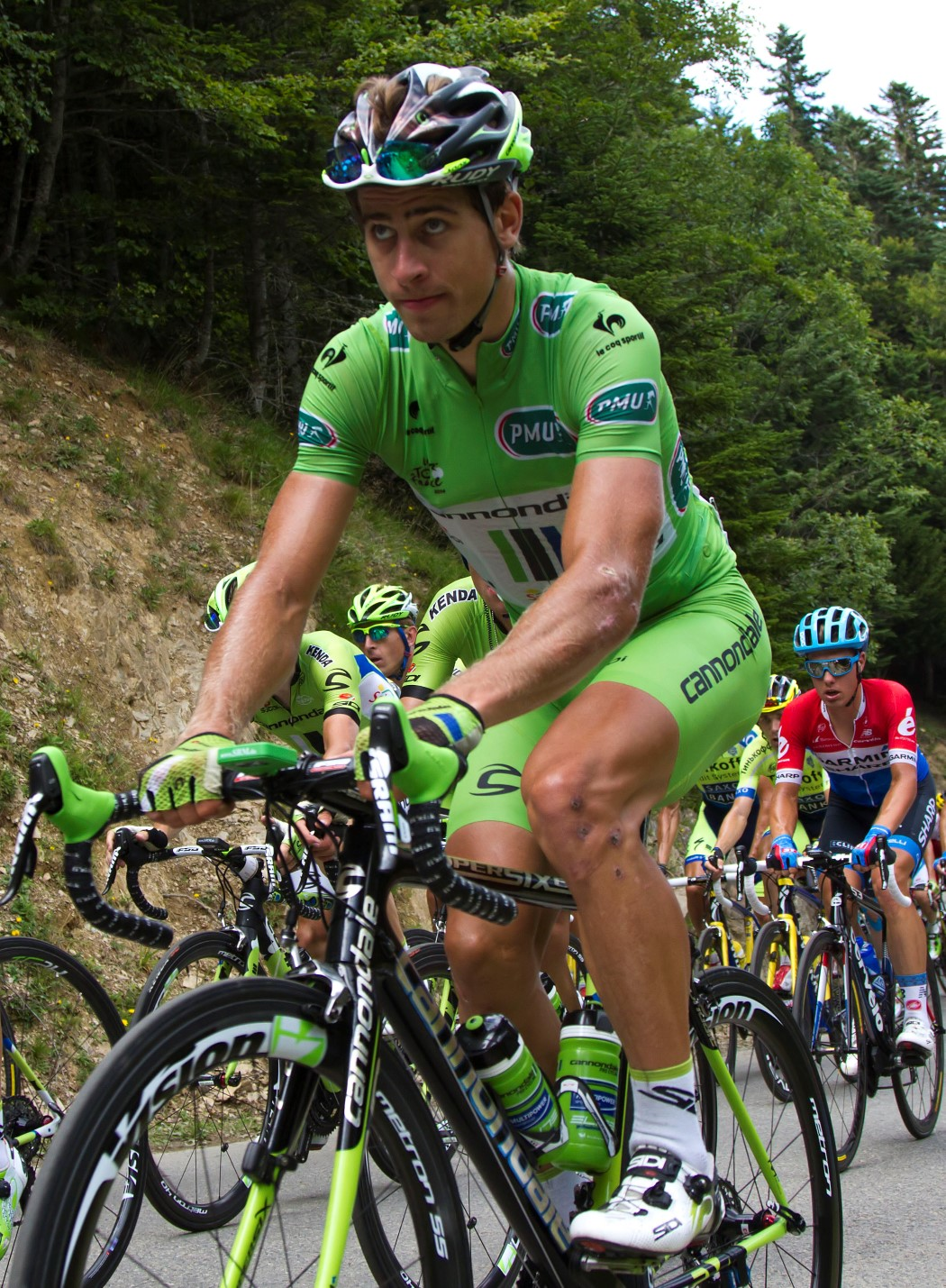
Peter Sagan en el Tour de Francia 2014.

Sagan continuaría en el equipo Cannondale. Empezaría de nuevo su temporada ciclista en el Tour de San Luis, donde no conseguiría una buena posición en la general (76.ª posición). Luego en la gira asiática, competiría en el Tour de Dubai, donde no destacaría en la general (73.º), pero si en la clasificación por puntos donde fue 2.º. Diez días después, corre en el Tour de Omán, donde conseguiría ser 49.º en la general, 3.º en la de puntos y 9.º en la de jóvenes.
Sagan volvería a Europa, para competir en la Tirreno-Adriático, su primera competición del año en el UCI WorldTour. Con la presencia de varios vueltómanos como Alberto Contador, Nairo Quintana, Roman Kreuziger y Domenico Pozzovivo, logró ganar la 3.ª etapa, la clasificación por puntos, quedó 49.º en la general y 9.º en la de jóvenes. Unos días después participaría en la clásica Milán-San Remo, donde terminaría 10.º.
En la temporada de pavé, empezaría en una clásica del UCI WorldTour, la E3 Harelbeke, donde ganó la carrera. Dos días después terminaría 3.º en la Gante-Wevelgem. Después participaría en los Tres Días de La Panne, consiguiendo una etapa como mejor resultado. Su siguiente objetivo fue el Tour de Flandes, donde finalizó 16.º.
La París-Roubaix fue el próximo destino para Sagan, llegando en la 6.ª posición. En mayo fue a Estados Unidos, para competir en el Tour de California, donde conseguiría buenas posiciones. Primero en la clasificación por puntos, y 55.º en la general, además de ganar la 7.ª etapa.
Antes del Tour de Francia, compitió en la Vuelta a Suiza, sin mucho nivel. Tras un buen principio, donde obtuvo la victoria en la 3.ª etapa, se derrumbó en la 8.ª, cayendo mucho en la clasificación general y terminando en la 68.ª posición, aunque quedó 1.º en la clasificación por puntos. Tras esto Sagan se convirtió en campeón de Eslovaquia en ruta 2014.
Sin descanso, Sagan participaría en el Tour de Francia 2014 como líder del equipo Cannondale. Fue un excelente comienzo, donde hasta la 7.ª etapa no bajo del 5.º puesto en ninguna. Pero en la 8.ª etapa, primera de media montaña, Sagan se derrumbó y cayó muchísimo en la general. Tras esto y algunos destellos en algunas etapas, como la segunda plaza en la 12.ª etapa y la tercera en la 15.ª, Sagan terminó 60.º en la general, 1.º en la clasificación por puntos (por tercera vez) y 10.º en la de jóvenes.
Tras casi un mes de descanso, formó parte del equipo en la Vuelta a España, donde lo más destacado fue la 2.ª posición del equipo en la contrarreloj del principio de Vuelta, en Jerez de la Frontera y a nivel individual la tercera posición en la 8.ª etapa, aunque terminaría abandonando en la decimocuarta etapa. Estuvo presente en los campeonatos del mundo de Ponferrada, donde con el Cannondale fue 9.º en la contrarreloj por equipos y defendiendo a Eslovaquia 43.º en la carrera en ruta.

##### 2015: cuarto maillot verde y primer Mundial
Vestido con el maillot de campeón eslovaco en el Tinkoff, comenzó su sexto año dentro del pelotón internacional en el Tour de Catar. Una vuelta de cinco etapas y una contrarreloj individual que se adaptaba a sus condiciones. Sagan solo pudo ser 6.º en la general, a 31 segundos del ganador, tras perder más tiempo de lo esperado en la contrarreloj. Aun así, cosechó cinco top-10, dos podios y ganó el maillot de mejor joven. Cuatro días después participó en el Tour de Omán, sin buenos resultados.
De cara a al primer monumento de la temporada, la Milán-San remo, disputó en tierras italianas la Strade Bianche, donde quedó en 31.er lugar al no poder seguir el ritmo de los mejores en los últimos 20 kilómetros de recorrido. Después, acudió a la Tirreno-Adriático donde, tras dos segundos puestos en la segunda y tercera etapa, logró poner fin a su sequía de victorias (desde julio de 2014) imponiéndose en la última etapa en línea. Pocos días después tuvo que conformarse con el 4.º puesto en la Milán-San Remo.

En las clásicas belgas, Sagan partía nuevamente como favorito. En E3 Harelbeke, la primera clásica de pavés, no pudo aguantar el ataque incontestable del británico Geraint Thomas, ganador de la carrera, a 3 km de meta, y posteriormente en la Gante-Wevelgem no pudo pelear por la victoria tras perder el grupo que disputaría la carrera.

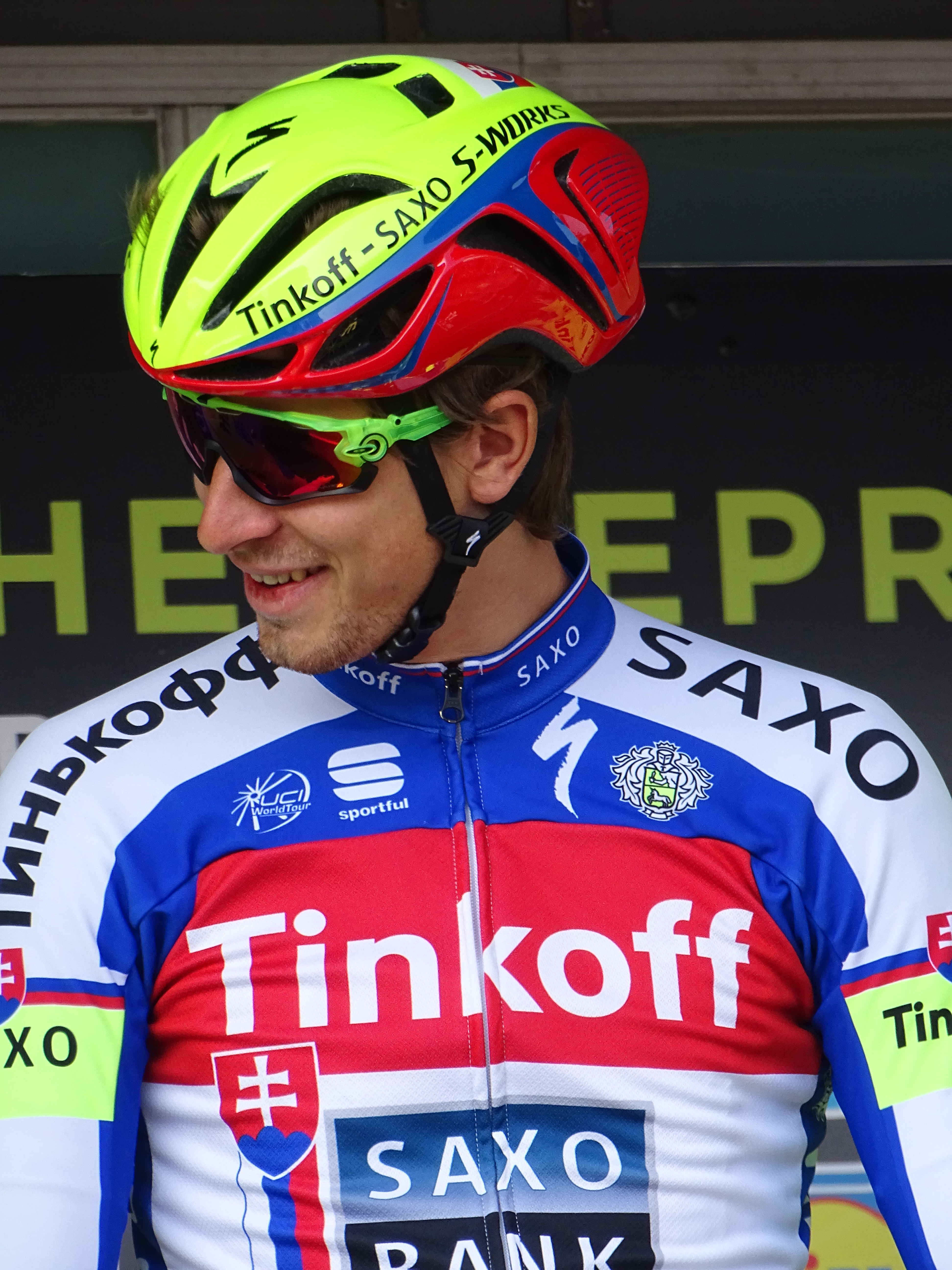
Peter Sagan con el maillot de Campeón de Eslovaquia en el Tinkoff

Tras una mala temporada de clásicas en la que mostró un nivel inferior al acostumbrado,  acudió al Tour de California. Allí se reivindicó consiguiendo siete podios en ocho etapas, dos victorias y la clasificación general final gracias a la bonificación por su tercer puesto en la última etapa. Sus éxitos se prolongaron en la Vuelta a suiza. Cosechó dos victorias, logrando un parcial de 11 victorias en esta prueba e igualando el récord de Hugo Koblet y Ferdinand Kübler. En los nacionales, se proclamó campeón de Eslovaquia en la disciplina de contrarreloj y ruta.
En el Tour de Francia quedó segundo en la segunda etapa, tercero en la cuarta etapa (con pavé). En la quinta, sexta, decimotercera y decimoséptima etapa también quedó en segunda posición, en la séptima etapa quedó tercero y en la octava etapa quedó cuarto rozando la victoria de esta manera pero sin lograrla. En la 15.ª y 16.ª etapa, Sagan hizo un esfuerzo increíble, dejando enmarcada la bajada del Col de Manse, en captura de Rubén Plaza y la victoria de etapa que al final se le resistió durante todo el Tour. El esfuerzo de estas dos etapas fue compensado con los Premios de la Combatividad, y una amplia ventaja en el maillot verde, que al final acabó ganando con una ventaja de casi 100 puntos sobre André Greipel, cuatro veces ganador de etapa en el Tour 2015.
Tras su notable actuación en el Tour, acudió a la Vuelta a España por tercera vez en su carrera con el objetivo de prepararse para su siguiente gran objetivo, el Campeonato del Mundo. Tras vencer en Málaga, y lograr un segundo y tercer puesto respectivamente en Véjer y Alcalá de Guadaira, se vio forzado a abandonar, cuando portaba en maillot de la regularidad, debido a un incidente con una moto auxiliar en los kilómetros finales de la octava etapa que le causaron quemaduras de primer y segundo grado, una contusión en su brazo izquierdo y un hematoma intramuscular. Tras ello, se fue a su hogar para recuperarse.
Tras un mes recuperándose de las heridas sufridas, acudió al mundial de Richmond junto con Michael Kolář y su hermano Juraj. Debido a que contaba con un equipo reducido, Sagan permaneció en segundo plano durante gran parte de la carrera. En el último paso por Libby Hill, siguió a cola de grupo el ataque de Zdeněk Štybar, Edvald Boasson Hagen, John Degenkolb y Greg Van Avermaet. Tras unos metros vigilándose, el eslovaco aprovechó la empedrada Calle 23 de Virginia, a 2.8 kilómetros de meta, para lanzar un demoledor ataque al que nadie pudo reaccionar. Después de realizar un majestuoso descenso y tomar de manera espectacular la curva a derechas, Sagan adquirió una ventaja suficiente como para proclamarse campeón del mundo.

«Es la mayor victoria de mi carrera, estoy muy contento. He tenido que trabajar mucho tras la caída en la Vuelta, es increíble para mí conseguir esto»
Peter Sagan

Vestido con el maillot arcoíris, fue al Tour de Abu Dabi donde, tras ayudar a su compañero de equipo Daniele Bennati a intentar conseguir la victoria en la primera etapa y realizar dos segundos puestos por detrás de Elia Viviani, dio por terminada su temporada.

##### 2016: primer monumento, exhibición en el Tour, Europeo y segundo Mundial consecutivo
En 2016, Sagan, como vigente campeón del mundo, comenzó su temporada en Argentina, en el Tour de San Luis, prueba que disputó a modo de preparación. Para seguir con esta, se trasladó junto con sus compañeros a Sierra Nevada (España), donde pasó tres semanas. Tras ello, finalizó 2.º en la Omloop Het Nieuwsblad, 7.º en la Kuurne-Bruselas-Kuurne y 4.º sobre el sterrato de la Strade Bianche. El campeón eslovaco también realizó una gran Tirreno-Adriático, terminando en el Top-10 en las siete etapas de la prueba (una TTT), pero sin sumar ningún triunfo de etapa, aunque se consoló con la clasificación de los puntos y fue segundo en la general, superado por Van Avermaet por un segundo. Pese a solo haber disputado cinco carreras, la prensa internacional se hacía eco de la "maldición del arco-iris" por sus cinco segundos puestos conseguidos hasta la fecha.
Ya en las clásicas de Flandes, Sagan mostró su poderío con un 2.º puesto en la E3 Harelbeke, por detrás de Michał Kwiatkowski, y dos victorias de categoría, primero en la Gante-Wevelgem, rompiendo la "maldición" y consiguiendo su primera victoria de la temporada, y una semana después en el Tour de Flandes, su primer monumento. Un ataque en el tramo adoquinado del Oude Kwaremont acabó con la resistencia de todos sus rivales salvo Sep Vanmarcke, que poco pudo hacer en el siguiente tramo del Patenberg. Cancellara, que atacó desde el pelotón, se unió al belga y juntos intentaron cazar al eslovaco, aunque sin resultados. Sagan aventajó en 25 segundos a "Espartaco" y se proclamó vencedor de la centenaria edición del monumento. Una semana después poco pudo hacer en la París-Roubaix al quedarse cortado por culpa de las caídas.
En mayo, disputó una sus pruebas favoritas, el Tour de California, donde consiguió el maillot de la regularidad y sumó dos victorias de etapa, acumulando un total de 15 triunfos parciales en esta prueba. En su regreso a Europa, también se hizo con la victoria en dos etapas de la Vuelta a Suiza, otra de sus pruebas fetiche. En los campeonatos de Eslovaquia, tras cinco años de reinado en ruta, su hermano mayor Juraj le desbancó, relegándolo a la segunda posición.

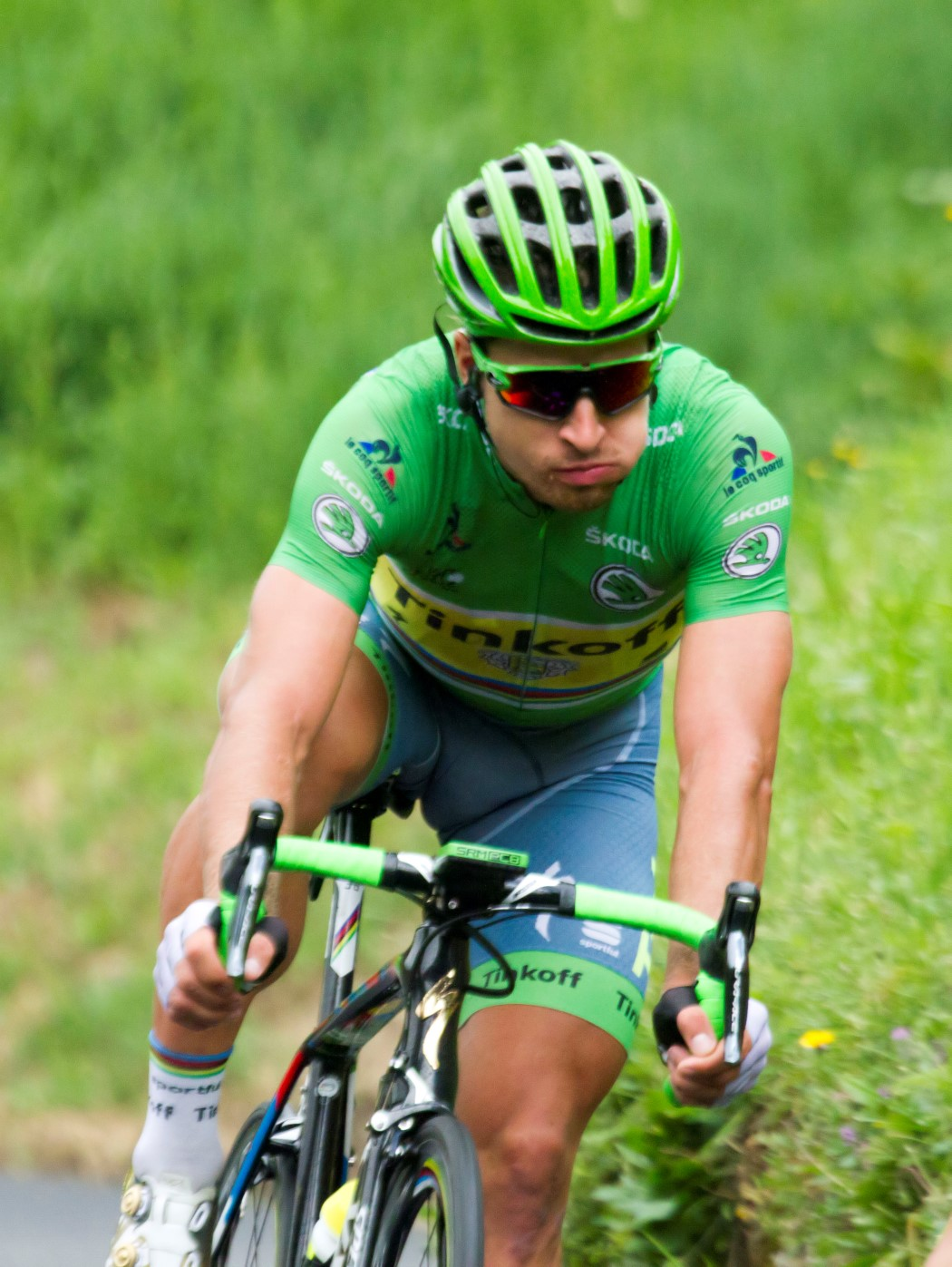
Peter Sagan con el maillot de la regularidad durante el Tour de Francia 2016

En el mes de julio, Sagan volvió a exhibirse durante el Tour de Francia. Tras dos años realizando notables actuaciones pero sin conseguir victorias de etapa, se quitó la etiqueta de segundón en la ronda gala logrando un "Hat-Trick". Su primera victoria llegó en la segunda etapa, con un final ideal para sus características que picaba hacia arriba. Esta victoria le permitió vestirse de amarillo (por primera vez) durante tres etapas. Sagan sumó otro triunfo de etapa en la jornada de los abanicos camino de Montpellier. Rompió el pelotón a 15 kilómetros de meta llevándose consigo a su compañero Bodnar y a "los Sky" Froome y Geraint Thomas. El cuarteto formado llegó a meta aventajando en 11 segundos al pelotón. Sagan no tuvo problemas para vencer al sprint. En la etapa con final en Berna (etapa homenaje a Cancellara) volvió a alzar los brazos gracias a su golpe de riñón, superando a Kristoff por escasos milímetros. Gracias a sus actuaciones en las llegadas masivas, Sagan se hizo con el jersey verde de los puntos por quinto año consecutivo (récord de puntos). Además, su entrega en las escapadas le permitió lograr el título de ciclista más combativo del Tour de Francia.
El 1 de agosto, una semana antes del comienzo de los Juegos Olímpicos de Río, el equipo Bora-Hansgrohe (categoría profesional continental) anunció el fichaje de Sagan por los próximos tres años. Tras la disolución del equipo ruso de Oleg Tinkov a final de año, Sagan, su hermano Juraj y sus "hombres de confianza" Maciej Bodnar, Michael Kolář y Erik Baška pasarían a formar parte del equipo alemán.
En los Juegos Olímpicos, renunció a la prueba en ruta para probar suerte con la bici de montaña (sus orígenes). Realizó una gran actuación, remontando desde la última hasta la tercera posición en la primera vuelta. Dos pinchazos, uno mientras luchaba con la cabeza de carrera y lejos de la zona de boxes, acabaron lastrando su participación en los Juegos.
Tras un breve descanso, volvió a competir en el GP de Quebec, donde mostró su gran estado de forma ganando a Greg Van Avermaet, reciente oro olímpico en ruta. Dos días más tarde, en el GP de Montreal, el belga se tomó la revancha relegándolo a la 2.ª posición. Poco después, Sagan se hizo con el primer Campeonato Europeo de Ciclismo en Ruta disputado en Plumelec.
Tras ser desplazado a la segunda posición del UCI WorldTour por Nairo Quintana, ganador de la Vuelta, Sagan fue al Eneco Tour para imponerse en el ranking y para preparar el Mundial. Fue líder durante un día, ganó dos etapas con unos "impresionantes" sprints, acabó 3.º en la general y se llevó el maillot rojo de los puntos. Después de que Nairo anunciara que no correría la última prueba World Tour (Giro de Lombardía) de la temporada, Sagan se proclamaba virtual campeón del UCI WorldTour, con 669 pts.
En el Campeonato de Mundo en Ruta, a pesar de contar con solo dos compañeros de selección (su hermano Juraj y su amigo de la infancia Michael Kolar), Sagan se perfilaba como uno de los favoritos para ganar la prueba. Consiguió meterse en el corte que produjo el viento (último corredor en hacerlo) y se impuso a Mark Cavendish y Tom Boonen para hacerse con su segundo maillot arcoíris, de manera consecutiva.

«No me lo creo. Aún estoy en shock. Había un poco de viento en contra, así que necesitaba llegar desde atrás. Tuve suerte porque (Giacomo) Nizzolo no me cerró. Si me hubiera cerrado, habríamos chocado porque yo no iba a frenar»
Peter Sagan

Con esta hazaña se convirtió en el primer corredor en la historia en proclamarse Campeón de Europa y del Mundo el mismo año, el sexto en proclamarse bicampeón del mundo de forma consecutiva y el segundo ciclista que logra en una misma temporada el número uno del ranking UCI y el título mundial.
El 1 de diciembre fue elegido mejor ciclista del año. Por ello, fue galardonado con la Bicicleta de Oro, superando en 16 puntos al segundo, el ganador del Tour de Francia, Chris Froome.

##### 2017: mala suerte en la clásicas de primavera, expulsión del Tour y tercer Mundial consecutivo

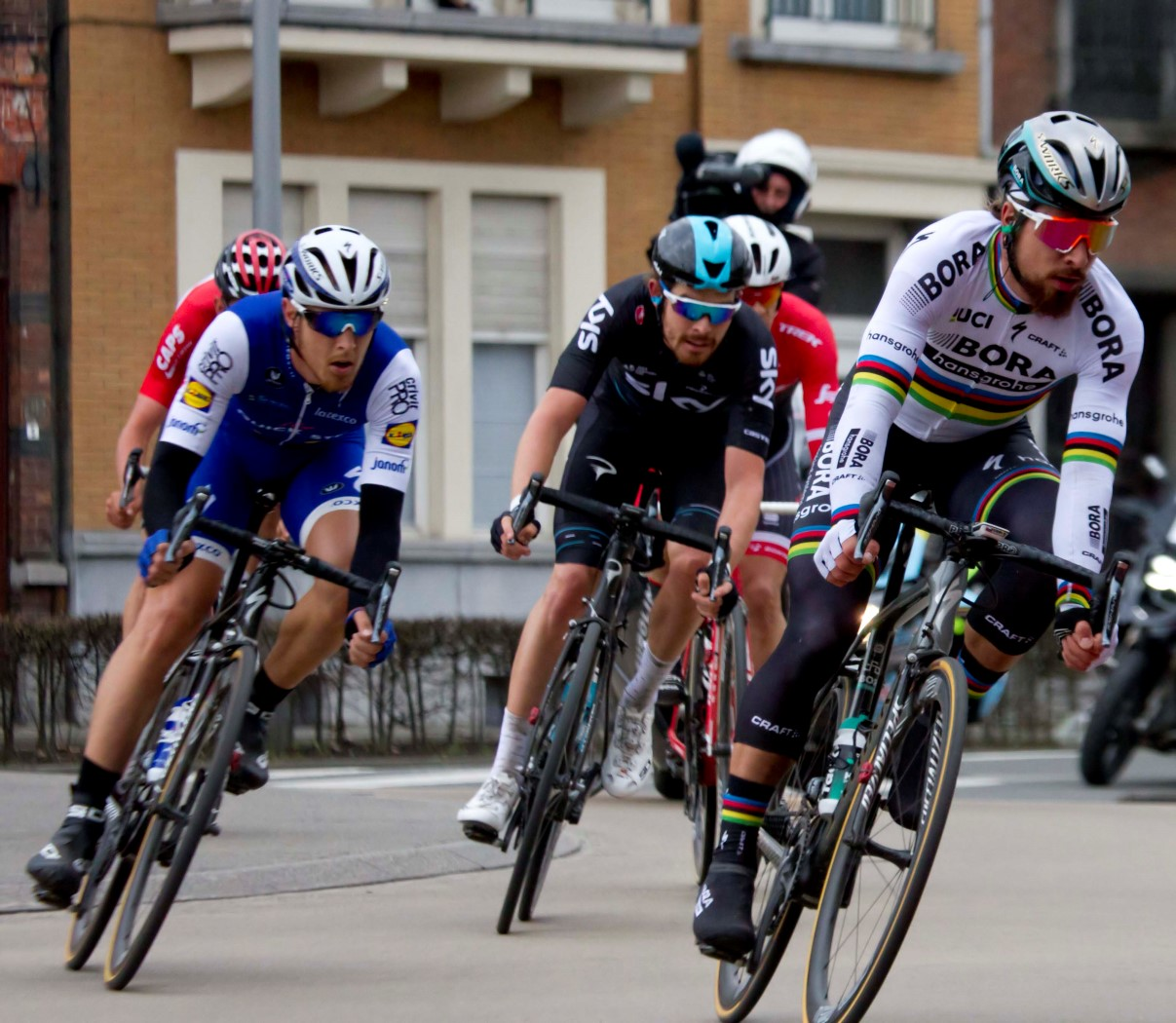
Peter Sagan en el grupo que se jugaría la Kuurne-Bruselas-Kuurne

Ya en las filas de su nuevo equipo, el Bora-Hansgrohe, Sagan abrió su temporada en el Tour Down Under. Estuvo cerca de acariciar la victoria en tres etapas al sprint, donde fue segundo tras un dominador Caleb Ewan. En la Omloop Het Nieuwsblad, al igual que el año anterior, fue segundo tras Van Avermaet, aunque un día después se sacó la espina ganando la Kuurne-Bruselas-Kuurne. En Italia, Sagan se vio obligado a abandonar por enfermedad en la Strade Bianche. Pocos días después fue protagonista en la Tirreno-Adriático donde consiguió dos triunfos parciales y se llevó el primer maillot de puntos de la temporada. Sagan cerró su paso por Italia con un segundo puesto en la Milán-San Remo donde, tras realizar una exhibición en lo alto del "Poggio", el polaco Michał Kwiatkowski le batió por centímetros en un apurado sprint en la Vía Roma.
En las clásicas de Flandes, Sagan no logró los resultados esperados. Fue 108.º en E3 Harelbeke tras sufrir una caída a falta de 42 km, perdiendo todas las opciones de conseguir la victoria final. Tampoco pudo lograr el triunfo en la Gante-Wevelgem donde fue tercero. Tampoco pudo lograr un gran resultado en el Tour de Flandes, donde sufrió una dura caída (junto a Avermaet y Naesen) provocada por una chaqueta de un espectador en el tramo adoquinado de Oude Kwaremont que le hizo terminar 27.º En París-Roubaix finalizó 38.º.

«Para ganar la París-Roubaix hace falta algo más que buena forma, esta carrera es así. Hoy el equipo ha estado genial, pero pinché en dos de los peores momentos posibles. Volveré a intentarlo el año próximo»
Peter Sagan

Tras las Clásicas, Sagan corrió el Tour de California, una de sus pruebas fetiches en la que logró el maillot de puntos y su decimosexta victoria de etapa en la carrera, encadenando ocho años consecutivos ganando al menos una etapa en la ronda estadounidense. El eslovaco también se mostró dominador de los sprints en la Vuelta a Suiza, donde logró dos triunfos de etapa y el maillot de puntos.
Después de finalizar segundo en los campeonatos de Eslovaquia tras su hermano Juraj, Sagan afrontó otros de sus grandes retos de cada año: el Tour de Francia. En la ronda gala el eslovaco partía como claro favorito a lograr el maillot verde de la regularidad por sexta vez consecutiva e igualar el récord de Erik Zabel. y dio muestras de ello ganando en el duro muro de Longwy (tercera etapa) a pesar de que se le salió el pie del pedal en plena vorágine por la etapa. Sin embargo, en el sprint de Vittel (cuarta etapa), un supuesto codazo de Sagan a Cavendish hizo que la organización, tras las presiones del equipo Dimension Data (equipo de Cavendish y patrocinador oficial del Tour), le descalificase y se esfumase el sueño de más victorias y de lograr el maillot de la regularidad.
Tras el Tour, Sagan volvió a la competición en el Tour de Polonia y en el BinckBank Tour. En la ronda polaca ganó la primera etapa y el maillot de puntos, y en el antiguo Eneco ganó dos etapas y de nuevo se llevó el maillot de puntos. Antes del Mundial, Sagan compitió en las pruebas de Canadá, con un noveno puesto en Montreal dos días después de lograr en Quebec su victoria número 100 como profesional (103 si se cuentan las tres logradas en la segunda categoría del profesionalismo durante su etapa en el equipo continental Dukla Trencin en 2009).
En el mundial de Bergen Sagan partía como uno de principales favoritos para llevarse el maillot arcoíris pese a la fiebre y al dolor de garganta que venía arrastrando desde su periplo por tierras americanas y que le impidieron disputar la contrarreloj por equipos. En la prueba en ruta Sagan revalidó nuevamente el título de campeón del mundo superando en un reducido y ajustado sprint al noruego Alexander Kristoff, a quien superó a golpe de riñón por escasos centímetros. De esta manera Sagan se proclamó por tercer año consecutivo campeón del mundo en ruta siendo el único en lograr tal hito; además comparte el récord absoluto con Alfredo Binda, Eddy Merckx, Rik Van Steenbergen y Óscar Freire,

«No fue fácil. A cinco kilómetros de meta pensaba que se nos había ido... Quiero dedicarle mi victoria a Michele Scarponi. Habría sido su cumpleaños mañana. Fue algo triste haber sucedido este año: mis mejores deseos para toda su familia. También le dedico esta victoria a mi esposa, esperamos un bebé y este es un final fantástico para la temporada. Estoy muy feliz»
Peter Sagan

El 17 de octubre, durante la presentación del recorrido del Tour de Francia de 2018, se dieron a conocer los resultados de la Bicicleta de Oro. Sagan fue elegido tercer mejor ciclista del año por detrás de Chris Froome y Tom Dumoulin.

##### 2020
El 13 de octubre se proclamó vencedor de la décima etapa del Giro de Italia tras una larga fuga. Esta victoria le permite formar parte de los ciclistas ganadores de etapa en las tres Grandes Vueltas.

### Vida privada
Estaba casado con Katarina Smolkova, a quien conoció por su hermano Milan, quien la invitó a un asado familiar y en el que Peter quedó flechado. La ceremonia tuvo lugar sobre el mediodía del 11 de noviembre de 2015, en la iglesia católica de Dolny Kubin, al norte de Eslovaquia. Tienen un hijo en común, Marlon Sagan, el cual nació el 25 de octubre de 2017.  Actualmente reside en Mónaco. En julio de 2018, el propio Sagan anunció la separación de su esposa.
La marca estadounidense Specialized (fabricante de bicicletas y componentes de ciclismo), es patrocinadora de Peter Sagan.

### Peter Sagan Cycling Academy
Sagan cuenta con una escuela de ciclismo (Peter Sagan Cycling Academy) la cual fue presentada el 29 de febrero de 2016 en su ciudad natal. Se trata de una continuación del antiguo club ciclista (Cyklistický spolok Žilina) al que perteneció en su juventud pero con una estructura más profesionalizada.

Peter Sagan, cuando se le preguntó por su escuela en 2017, señaló: «La Peter Sagan Cycling Academy la inicié en 2016 y es una de las cosas que quiero devolver a mi ciudad natal. Quiero dar una oportunidad a todas las niñas y niños de mi ciudad. Deseo que crezcan y maduren a través del ciclismo. Es obvio que solo algunos llegarán a ser profesionales de alto nivel, pero si gracias a este proyecto son capaces de madurar un poco ya estaré contento»

## Palmarés
| 2007 (como júnior) - 3.º en el Campeonato Europeo Júnior MTB XC - 3.º en el Campeonato Europeo Júnior de Ciclocrós - Campeonato de Eslovaquia Júnior en Ruta - Campeonato de Eslovaquia Júnior de Ciclocrós 2008 (como júnior) - 2.º en el Campeonato Mundial Júnior de Ciclocrós - Campeonato Europeo Júnior MTB XC - Campeonato Mundial Júnior MTB XC - Campeonato de Eslovaquia Júnior en Ruta - 2.º en el Campeonato de Eslovaquia Júnior Contrarreloj - Campeonato de Eslovaquia Júnior de Ciclocrós 2009 - Gran Premio Kooperativa - 2 etapas del Mazovia Tour 2010 - 2 etapas de la París-Niza - 1 etapa del Tour de Romandía - 2 etapas del Tour de California 2011 - Giro de Cerdeña, más 3 etapas - 1 etapa del Tour de California - 2 etapas de la Vuelta a Suiza - Campeonato de Eslovaquia en Ruta - Tour de Polonia, más 2 etapas - 3 etapas de la Vuelta a España - G. P. Industria y Comercio de Prato 2012 - 1 etapa del Tour de Omán - 1 etapa de la Tirreno-Adriático - 1 etapa de los Tres Días de La Panne - 5 etapas del Tour de California - 4 etapas de la Vuelta a Suiza - Campeonato de Eslovaquia en Ruta - 3 etapas del Tour de Francia, más clasificación por puntos 2013 - 2 etapas del Tour de Omán - Gran Premio Ciudad de Camaiore - 2 etapas de la Tirreno-Adriático - Gante-Wevelgem - 1 etapa de los Tres Días de La Panne - Flecha Brabanzona - 2 etapas del Tour de California - 2 etapas de la Vuelta a Suiza - Campeonato de Eslovaquia en Ruta - 1 etapa del Tour de Francia, más clasificación por puntos - 4 etapas del USA Pro Cycling Challenge - 3 etapas del Tour de Alberta - Gran Premio de Montreal 2014 - 1 etapa del Tour de Omán - 1 etapa de la Tirreno-Adriático - E3 Harelbeke - 1 etapa de los Tres Días de La Panne - 1 etapa del Tour de California - 1 etapa de la Vuelta a Suiza - Campeonato de Eslovaquia en Ruta - Clasificación por puntos del Tour de Francia 2015 - 1 etapa de la Tirreno-Adriático - Tour de California, más 2 etapas - 2 etapas de la Vuelta a Suiza - Campeonato de Eslovaquia Contrarreloj - Campeonato de Eslovaquia en Ruta - Clasificación por puntos del Tour de Francia - 1 etapa de la Vuelta a España - Campeonato Mundial en Ruta | 2016 - Gante-Wevelgem - Tour de Flandes - 2 etapas del Tour de California - 2 etapas de la Vuelta a Suiza - 2.º en el Campeonato de Eslovaquia en Ruta - 3 etapas del Tour de Francia, más clasificación por puntos y premio de la combatividad - Gran Premio de Quebec - Campeonato Europeo en Ruta - 2 etapas del Eneco Tour - UCI WorldTour - Campeonato Mundial en Ruta - UCI World Ranking 2017 - Kuurne-Bruselas-Kuurne - 2 etapas de la Tirreno-Adriático - 1 etapa del Tour de California - 2 etapas de la Vuelta a Suiza - 2.º en el Campeonato de Eslovaquia en Ruta - 1 etapa del Tour de Francia - 1 etapa del Tour de Polonia - 2 etapas del BinckBank Tour - Gran Premio de Quebec - Campeonato Mundial en Ruta - 3.º en el UCI World Ranking 2018 - 1 etapa del Tour Down Under - Gante-Wevelgem - París-Roubaix - 1 etapa de la Vuelta a Suiza - Campeonato de Eslovaquia en Ruta - 3 etapas del Tour de Francia, más clasificación por puntos 2019 - 1 etapa del Tour Down Under - 1 etapa del Tour de California - 1 etapa de la Vuelta a Suiza - 1 etapa del Tour de Francia, más clasificación por puntos 2020 - 1 etapa del Giro de Italia 2021 - 1 etapa de la Volta a Cataluña - 1 etapa del Tour de Romandía - 1 etapa del Giro de Italia, más clasificación por puntos - Campeonato de Eslovaquia en Ruta - Tour de Eslovaquia 2022 - 1 etapa de la Vuelta a Suiza - Campeonato de Eslovaquia en Ruta 2023 - 2.º en el Campeonato de Eslovaquia en Ruta |

## Resultados
Para más resultados, véase Resultados de Peter Sagan

### Grandes Vueltas
Durante su carrera deportiva ha conseguido los siguientes puestos en las Grandes Vueltas:
| Carrera | Carrera         | 2009 | 2010 | 2011  | 2012 | 2013 | 2014 | 2015 | 2016 | 2017 | 2018  | 2019 | 2020 | 2021  | 2022  | 2023  |
| ------- | --------------- | ---- | ---- | ----- | ---- | ---- | ---- | ---- | ---- | ---- | ----- | ---- | ---- | ----- | ----- | ----- |
|         | Giro de Italia  | —    | —    | —     | —    | —    | —    | —    | —    | —    | —     | —    | 92.º | 117.º | —     | —     |
|         | Tour de Francia | —    | —    | —     | 42.º | 82.º | 60.º | 46.º | 95.º | Exp. | 71.º  | 82.º | 84.º | Ab.   | 115.º | 127.º |
|         | Vuelta a España | —    | —    | 121.º | —    | —    | Ab.  | Ab.  | —    | —    | 119.º | —    | —    | —     | —     | —     |

### Clásicas, Campeonatos y JJ. OO.
| Carrera                 | Carrera                 | 2010 | 2011 | 2012 | 2013          | 2014          | 2015          | 2016 | 2017          | 2018          | 2019          | 2020          | 2021 | 2022  | 2023  |
| ----------------------- | ----------------------- | ---- | ---- | ---- | ------------- | ------------- | ------------- | ---- | ------------- | ------------- | ------------- | ------------- | ---- | ----- | ----- |
| Omloop Het Nieuwsblad   | Omloop Het Nieuwsblad   | 66.º | —    | —    | —             | —             | —             | 2.º  | 2.º           | —             | —             | —             | —    | 98.º  | 117.º |
| Kuurne-Bruselas-Kuurne  | Kuurne-Bruselas-Kuurne  | Ab.  | —    | —    | X             | —             | —             | 7.º  | 1.º           | —             | —             | —             | —    | 117.º | 33.º  |
| Strade Bianche          | Strade Bianche          | —    | —    | 26.º | 2.º           | 2.º           | 31.º          | 4.º  | Ab.           | 8.º           | —             | Ab.           | —    | —     | 104.º |
|                         | Milán-San Remo          | —    | 17.º | 4.º  | 2.º           | 10.º          | 4.º           | 12.º | 2.º           | 6.º           | 4.º           | 4.º           | 4.º  | 92.º  | 44.º  |
| E3 Saxo Classic         | E3 Saxo Classic         | —    | —    | 14.º | 2.º           | 1.º           | 30.º          | 2.º  | 108.º         | 26.º          | 17.º          | X             | —    | 68.º  | Ab.   |
| Gante-Wevelgem          | Gante-Wevelgem          | —    | 49.º | 2.º  | 1.º           | 3.º           | 10.º          | 1.º  | 3.º           | 1.º           | 32.º          | —             | —    | Ab.   | 83.º  |
|                         | Tour de Flandes         | —    | Ab.  | 5º   | 2.º           | 16.º          | 4.º           | 1.º  | 27.º          | 6.º           | 11.º          | —             | 15.º | —     | Ab.   |
| Scheldeprijs            | Scheldeprijs            | —    | —    | —    | —             | 70.º          | 72.º          | Ab.  | Ab.           | —             | —             | —             | —    | —     | —     |
|                         | París-Roubaix           | Ab.  | 86.º | —    | —             | 6.º           | 23.º          | 11.º | 38.º          | 1.º           | 5.º           | X             | 56.º | —     | Ab.   |
| Flecha Brabanzona       | Flecha Brabanzona       | —    | —    | Ab.  | 1.º           | —             | —             | —    | —             | —             | —             | —             | —    | —     | —     |
| Amstel Gold Race        | Amstel Gold Race        | —    | 97.º | 3.º  | 36.º          | —             | —             | —    | —             | 4.º           | Ab.           | X             | —    | —     | —     |
| Flecha Valona           | Flecha Valona           | —    | —    | —    | 12.º          | —             | —             | —    | —             | —             | Ab.           | —             | —    | —     | —     |
| Clásica San Sebastián   | Clásica San Sebastián   | —    | —    | —    | —             | Ab.           | —             | —    | —             | —             | —             | X             | —    | —     | —     |
| Cyclassics Hamburg      | Cyclassics Hamburg      | 79.º | —    | 14.º | —             | —             | —             | —    | —             | 10.º          | 6.º           | X             | X    | 31.º  | —     |
| Bretagne Classic        | Bretagne Classic        | 7.º  | —    | Ab.  | —             | —             | —             | Ab.  | —             | —             | —             | —             | —    | 107.º | Ab.   |
| Gran Premio de Quebec   | Gran Premio de Quebec   | 19.º | —    | 26.º | 10.º          | —             | —             | 1.º  | 1.º           | —             | 2.º           | X             | X    | Ab.   | —     |
| Gran Premio de Montreal | Gran Premio de Montreal | 2.º  | —    | 12.º | 1.º           | —             | —             | 2.º  | 9.º           | —             | 18.º          | X             | X    | Ab.   | —     |
|                         | Giro de Lombardía       | Ab.  | —    | —    | Ab.           | —             | —             | —    | —             | —             | —             | —             | —    | —     | —     |
| JJ. OO. (Ruta)          | JJ. OO. (Ruta)          | ND   | ND   | 34.º | No se disputó | No se disputó | No se disputó | —    | No se disputó | No se disputó | No se disputó | No se disputó | —    | ND    | ND    |
| Mundial en Ruta         | Mundial en Ruta         | Ab.  | 12.º | 14.º | 6.º           | 43.º          | 1.º           | 1.º  | 1.º           | Ab.           | 5.º           | —             | 26.º | 7.º   | Ab.   |
| Europeo en Ruta         | Europeo en Ruta         | X    | X    | X    | X             | X             | X             | 1.º  | —             | Ab.           | —             | —             | Ab.  | —     | —     |
| Eslovaquia en Ruta      | Eslovaquia en Ruta      | —    | 1.º  | 1.º  | 1.º           | 1.º           | 1.º           | 2.º  | 2.º           | 1.º           | 4.º           | —             | 1.º  | 1.º   | 2.º   |
| Eslovaquia CRI          | Eslovaquia CRI          | —    | —    | —    | —             | —             | 1.º           | —    | —             | —             | —             | —             | —    | —     | —     |

—: No participa 

Ab.: Abandona

Exp.: Expulsado por la organización

## Récords y marcas personales
- Ciclista con más victorias en el Tour de California. (17 etapas y 1 general).[159]
- Ciclista con más victorias de etapa en el Vuelta a Suiza. (18 etapas).[160][161]
- Primer ciclista en conseguir cinco maillots de la regularidad seguidos en sus cinco primeras participaciones en el Tour de Francia.
- Ciclista con más victorias en la clasificación por puntos en el Tour de Francia.
- Quinto ciclista en la historia que, como vigente campeón del mundo, gana el Tour de Flandes.[162]
- Quinto ciclista en la historia que, como vigente campeón del mundo, triunfa en París-Roubaix.[163]
- En las primeras cien etapas que ha disputado en el Tour ha conseguido 51 "top ten".[164]
- Ciclista con más victorias en el Gran Premio de Quebec (2 victorias. Compartido con Simon Gerrans).
- Ciclista con más victorias en Gante-Wevelgem (3 victorias. Compartido Robert Van Eenaeme, Rik Van Looy, Mario Cipollini, Eddy Merckx y Tom Boonen).
- Ciclista con más victorias en el circuito UCI World Tour en 2016 y 2017.
- Segundo ciclista en la historia (desde la creación del UCI WorldTour en 1984)[165] que logra en una misma temporada el número uno del UCI WorldTour y el Campeonato Mundial de Ciclismo en Ruta, igualando al italiano Gianni Bugno en 1991.[166]
- Sexto ciclista en la historia (83 ediciones) que consigue ganar dos Campeonatos Mundiales de Ciclismo en Ruta de manera consecutiva, igualando a los belgas Georges Ronsse (1928 y 1929), Rik Van Steenbergen (1956 y 1957), Rik Van Looy (1960 y 1961) y los italianos Gianni Bugno (1991 y 1992) y Paolo Bettini (2006 y 2007).[167]
- Ciclista con más victorias en el Campeonato Mundial de Ciclismo en Ruta (3 victorias. Compartido con Alfredo Binda, Eddy Merckx, Rik Van Steenbergen y Óscar Freire).[168]
- Primer ciclista en la historia en ganar 3 Campeonatos Mundiales de Ciclismo en Ruta seguidos.[168]
- Primer ciclista en la historia en ganar el Campeonato Europeo en Ruta y el Campeonato del Mundo en Ruta el mismo año (2016).

## Premios y reconocimientos
- Bicicleta de Oro 2016,[17] 2.º puesto en 2015 y 3.er puesto en 2013[18] y 2017.[19]
- Mendrisio de Oro 2015.[169]
- Trofeo Flandrien Internacional 2015 y 2016.[170]
- Deportista del Año (Eslovaquia) 2013[171] y 2015.[172]
- Ala de Cristal (Deportes, Eslovaquia) 2013.[173]
- Un asteroide tiene como nombre su apodo: (27896) Tourminator.[174]

## Equipos
- Dukla Trencin-Merida (2009)
- Liquigas/Cannondale (2010-2014)
  - Liquigas-Doimo (2010)
  - Liquigas-Cannondale (2011-2012)
  - Cannondale (2013-2014)
- Tinkoff (2015-2016)
  - Tinkoff-Saxo (2015)
  - Tinkoff (2016)
- Bora-Hansgrohe (2017-2021)
- Team TotalEnergies (2022-2023)
- Pierre Baguette Cycling (2024)

## Videoteca
Resúmenes
- El ascenso de Peter Sagan (HD)
- Peter Sagan - Resumen temporada 2015 (HD)
- Peter Sagan - Resumen temporada 2016 (HD)
- Peter Sagan - Resumen temporada 2017 (HD)

Retransmisiones televisivas
- Campeonato Mundial en Ruta 2015 (Richmond, USA)
- Últimos kilómetros de la victoria en el Tour de Flandes (2016)
- Campeonato Mundial en Ruta 2016 (Doha, Catar)
- Campeonato Mundial en Ruta 2017 (Bergen, Noruega)

Entrevistas